# Alicja Świątek-Matusik
Alicja Świątek-Matusik – polska śpiewaczka operowa (sopran).
Absolwentka Uniwersytetu Jagiellońskiego oraz Państwowej Średniej Szkoły Muzycznej (klasa śpiewu Marii Bieńkowskiej). Była solistka Opery Krakowskiej. Współpracowała z zespołem Capella Cracoviensis. Laureatka międzynarodowych konkursów wokalnych. Karierę artystyczną zakończyła w 1982, kiedy to przeniosła się do Kuwejtu. Następnie zamieszkała w Szwecji.

## Nagrody
- 1975: Międzynarodowy Konkurs Wokalny w ’s-Hertogenbosch - II nagroda[1]
- 1977: Międzynarodowy Konkurs Wokalny w Rio de Janeiro - brązowy medal
- 1978: Festiwal Operowy Katii Popowej - złoty medal